# Triclistus transfuga
Triclistus transfuga là một loài tò vò trong họ Ichneumonidae.